# Visual Communication
Visual Communication – magazyn przeznaczony dla sektora komunikacji zewnętrznej.
Miesięcznik przeznaczony dla sektora branży reklamowej. Czasopismo omawiające zagadnienia z zakresu estetyki, historii i sztuki reklamy przedstawia różne aspekty komunikacji wizualnej (analizy i diagnozy), nowe technologie i najnowsze urządzenia wykorzystywane w procesie powstawania reklamy, a także komentarze ekspertów, dostawców i użytkowników.
Visual Communication jest członkiem Izby Gospodarczej Reklamy Zewnętrznej.

## Członkowie redakcji
- Izabela E. Kwiatkowska – Prezes Wydawnictwa
- Edyta Macioszek – Managing Director
- Marta Smolińska – Redaktor Naczelny
- Jacek Nowak – Redaktor
- Anna Wudarska – Redaktor
- dr Łukasz Mikołajczak
- Grażyna Kolanowska
- Dorota Tuszyńska
- Anna Marciniak
- Maciej Karwowski
- Katarzyna Martyniuk
- Paweł Chlebowski
- Kamil Kwiatkowski
- Agnieszka Markowska
- Adrian Klementowski

## Konsultanci
- prof. dr hab. Henryk Mruk
- prof. zw. Henryk Regimowicz
- prof. zw. Grzegorz Marszałek